# Yamada-kun and the Seven Witches
Yamada-kun and the Seven Witches (på dansk Yamada-kun og de Syv Hekse, på japansk 山田くんと７人の魔女, romaniseret Yamada-kun to Nananin no Majo) er en mangaserie i genren dramedy med romantik- og fantasyelementer, der blev skrevet og illustreret af Miki Yoshikawa. Serien blev udgivet af Kodansha i magasinet Weekly Shonen Magazine fra 22. februar 2012 til 22. februar 2017.

## Handling
Ryu Yamada er kendt som sit gymnasies "problembarn"; han har gået på Suzaku-gymnasiet i et år og keder sig bravt. En dag snubler han på en trappe sammen med Urara Shiraishi, gymnasiets dygtigste elev, og slår sig bevidstløs. Da Yamada vågner, finder han ud af, at han har byttet krop med hende. De to prøver at ophæve kropsbyttet og opdager, at kropsbyttet udløses af et kys. Sammen med elevrådets næstformand Toranosuke Miyamura gendanner de Studiekredsen for det Overnaturlige. Pigen Miyabi Ito, som er besat af overnaturlige fænomener, bliver kort efter medlem. Studiekredsmedlemmerne møder andre "hekse", som har forskellige kræfter, der alle aktiveres med kys. Drengen Kentaro Tsubaki bliver også medlem af studiekredsen, efter han er tæt på at sætte ild til en gammel skolebygning. Da Yamada møder den syvende og sidste af heksene, Rika Saionji, siger hun, at hun vil slette hans hukommelse, så han glemmer alt om heksene, men i stedet får hun alle heksene og flere andre elever til at glemme alt om Yamada. Yamada gendanner heksenes hukommelse ved at kysse dem og gør sig samtidig til elevrådets fjende. Det lykkes ham at samle alle syv hekse til en ceremoni, hvor han ønsker sig, at alle heksekræfter forsvinder. Han erklærer sin kærlighed til Urara, og de to bliver kærester.
Han bliver sekretær i det nye elevråd, hvor han finder ud af, at han stadig er i stand til at kopiere heksekræfter, og at der stadig er hekse på skolen. Selv om elevrådsmedlemmerne prøver at beskytte hinanden fra heksekræfterne ved at finde frem til og alliere sig med heksene, møder de modstand i form af shogiklubben, hvis medlemmer består af mandlige hekse med nye heksekræfter. Elevrådet opløses ved hjælp af et mistillidsvotum, og den nye formand skal udpeges ved hjælp af et skolevalg. Da Yamada prøver at infiltrere shogiklubben, møder han heksen Sora Himekawa, som var en del af hans fortid. Han laver en aftale med sin rival og barndomsven Ushio Igarashi, hvormed han kan få sine minder om Sora tilbage til gengæld for, at Ushio stjæler den nye syvende heks Nancys heksekraft. Da shogiklubben er tæt på at vinde valget ved hjælp af manipulation, prøver Yamada at bruge den syvende heksekraft, som han lige har kopieret, til at slette alles hukommelse, men Ushio bruger kraften først, og dermed glemmes de begge af alle elever.
Det følgende skoleår truer nye hekse med at skabe uro på gymnasiet, og derfor må Yamada vende tilbage til sin gamle studiekreds. Han finder ud af, at han og alle hans skolekammerater har glemt, hvad der skete sidst i 1. g, og at han havde en kæreste på daværende tidspunkt. Yamadas nye mål bliver at finde ud af, hvad der egentlig skete dengang. Det lykkes ham at samle drengeheksene, så han kan afholde en ceremoni og gendanne alle elevers hukommelse. Nu hvor det er hans sidste år på gymnasiet, prøver han at blive optaget på et prestigefyldt universitet. En dag er Urara pludselig væk, eleverne har glemt alt om hende, og heksekræfterne er væk, og Yamada opdager, at hun var gymnasiets første heks. Urara havde lavet en aftale om, at heksekræfterne kunne opstå, hvis hun til gengæld kunne blive kærester med Yamada, men der var den betingelse, at hun ville glemme ham, når hun gik ud af gymnasiet. Hun vender dog tilbage til dimissionen, og det lykkes Yamada at få hende til at huske ham igen.
Ti år senere er Yamada blevet en dygtig forretningsmand, som er vellidt blandt sine kolleger og holder kontakten til sine gymnasievenner, men endnu ikke har friet til Urara. De to bliver gift, og nogle år senere deler de deres livshistorie med deres børn.